# Torneo Juvenil de la Concacaf 1964
Esta fue la segunda edición del campeonato sub-20 de la Concacaf donde seguían participando nueve equipos, 5 de Centroamérica, 2 de las Antillas de América y 2 de Norteamérica.
Este fue el segundo torneo bajo el mismo formato de competencia.

## Participantes
| - Antillas Neerlandesas - El Salvador - Estados Unidos | - Guatemala - Honduras - Jamaica | - México - Nicaragua - Panamá |

## Primera fase

### Grupo A
| Equipo                | Pts. | PJ | PG | PE | PP | GF | GC | Dif |
| --------------------- | ---- | -- | -- | -- | -- | -- | -- | --- |
| Antillas Neerlandesas | 5    | 3  | 2  | 1  | 0  | 4  | 2  | +2  |
| Honduras              | 3    | 3  | 1  | 1  | 1  | 5  | 3  | +2  |
| México                | 3    | 3  | 1  | 1  | 1  | 3  | 2  | +1  |
| Panamá                | 1    | 3  | 0  | 1  | 2  | 3  | 8  | -5  |

| 4 de abril de 1964 | Honduras | 4:1 | Panamá | Estadio Municipal, Mazatenango |  |

| 5 de abril de 1964 | México | 0:1 (0:1) | Antillas Neerlandesas | Estadio Municipal, Mazatenango |                           |
|                    |        |           | Jacobs 5'             | Árbitro(s): Ricardo Rivas      | Árbitro(s): Ricardo Rivas |

| 7 de abril de 1964 | Honduras | 0:1 (0:1) | Antillas Neerlandesas | Estadio Municipal, Mazatenango |  |
|                    |          |           | Elizabeth 6'          |                                |  |

| 7 de abril de 1964 | México                                | 2:0 (1:0) | Panamá | Estadio Municipal, Mazatenango |                        |
|                    | Meza 32' (pen.) · Calderón 66' (pen.) |           |        | Árbitro(s): David Cruz         | Árbitro(s): David Cruz |

| 9 de abril de 1964 | Panamá                   | 2:2 (1:1) | Antillas Neerlandesas   | Estadio Municipal, Mazatenango |  |
|                    | Ruiz 22' · Rodríguez 59' |           | Maduro 25' · Jacobs 67' |                                |  |

| 9 de abril de 1964 | México         | 1:1 (0:0) | Honduras   | Estadio Municipal, Mazatenango |                            |
|                    | Calderón 80+4' |           | Chávez 71' | Árbitro(s): Ricardo Méndez     | Árbitro(s): Ricardo Méndez |

### Grupo B
| Equipo         | Pts. | PJ | PG | PE | PP | GF | GC | Dif |
| -------------- | ---- | -- | -- | -- | -- | -- | -- | --- |
| Guatemala      | 8    | 4  | 4  | 0  | 0  | 10 | 1  | +9  |
| El Salvador    | 5    | 4  | 2  | 1  | 1  | 8  | 6  | +2  |
| Jamaica        | 3    | 4  | 1  | 1  | 2  | 4  | 5  | -1  |
| Estados Unidos | 2    | 4  | 0  | 2  | 2  | 4  | 8  | -4  |
| Nicaragua      | 2    | 4  | 0  | 2  | 2  | 1  | 7  | -6  |

| 2 de abril de 1964 | Estados Unidos | 1:1 (1:0) | Jamaica    | Estadio Mateo Flores, Ciudad de Guatemala |                                |
|                    | McBrady 3'     |           | Mclean 65' | Árbitro(s): Zacarías Minguelli            | Árbitro(s): Zacarías Minguelli |

| 2 de abril de 1964 | Guatemala         | 3:0 (1:0) | El Salvador | Estadio Mateo Flores, Ciudad de Guatemala |                           |
|                    | Ruano 30, 47, 52' |           |             | Árbitro(s): Felipe Buergo                 | Árbitro(s): Felipe Buergo |

| 4 de abril de 1964 | Guatemala | 1:0 (1:0) | Jamaica | Estadio Mateo Flores, Ciudad de Guatemala |                           |
|                    | Díaz 20'  |           |         | Árbitro(s): Alfonso López                 | Árbitro(s): Alfonso López |

| 4 de abril de 1964 | Estados Unidos | 0:0 | Nicaragua | Estadio Mateo Flores, Ciudad de Guatemala |  |
|                    |                |     |           | Árbitro(s): Zacarías Minguelli            |  |

| 6 de abril de 1964 | El Salvador  | 1:1 (1:0) | Nicaragua      | Estadio Mateo Flores, Ciudad de Guatemala |  |
|                    | Rodríguez ?' |           | Quintanilla ?' |                                           |  |

| 6 de abril de 1964 | Guatemala | 3:1 | Estados Unidos | Estadio Mateo Flores, Ciudad de Guatemala |  |

| 8 de abril de 1964 | El Salvador                         | 3:0 (2:0) | Jamaica | Estadio Mateo Flores, Ciudad de Guatemala |  |
|                    | Ruiz 8' · Morales 20' · Cornejo 75' |           |         |                                           |  |

| 8 de abril de 1964 | Guatemala                           | 3:0 (1:0) | Nicaragua | Estadio Mateo Flores, Ciudad de Guatemala |                           |
|                    | Vides 12' · Pineda 52' · García 72' |           |           | Árbitro(s): Marco Cárcamo                 | Árbitro(s): Marco Cárcamo |

| 10 de abril de 1964 | Jamaica                         | 3:0 | Nicaragua | Estadio Mateo Flores, Ciudad de Guatemala |  |
|                     | Ziade ?' · Smith ?' · Brooks ?' |     |           |                                           |  |

| 10 de abril de 1964 | El Salvador                                     | 4:2 (3:0) | Estados Unidos  | Estadio Mateo Flores, Ciudad de Guatemala |  |
|                     | Ruiz 8' · Melchior 33' (a.g.) · Escobar 38, 47' |           | McBrady 57, 67' |                                           |  |

## Segunda fase
| Equipo                | Pts. | PJ | PG | PE | PP | GF | GC | Dif |
| --------------------- | ---- | -- | -- | -- | -- | -- | -- | --- |
| El Salvador           | 6    | 3  | 3  | 0  | 0  | 4  | 0  | +4  |
| Honduras              | 2    | 3  | 1  | 0  | 2  | 4  | 4  | 0   |
| Guatemala             | 2    | 3  | 1  | 0  | 2  | 1  | 2  | -1  |
| Antillas Neerlandesas | 2    | 3  | 1  | 0  | 2  | 3  | 6  | -3  |

| 12 de abril de 1964 | El Salvador            | 2:0 (1:0) | Antillas Neerlandesas | Estadio Mateo Flores, Ciudad de Guatemala |  |
|                     | Ruiz 19' · Cornejo 50' |           |                       |                                           |  |

| 12 de abril de 1964 | Guatemala | 1:0 (1:0) | Honduras | Estadio Mateo Flores, Ciudad de Guatemala |                           |
|                     | Ruano 39' |           |          | Árbitro(s): Felipe Buergo                 | Árbitro(s): Felipe Buergo |

| 14 de abril de 1964 | Antillas Neerlandesas | 2:4 (2:1) | Honduras                                                         | Estadio Mateo Flores, Ciudad de Guatemala |                              |
|                     | Elizabeth 19, 35'     |           | Cabuz 25' · M. F. Caballero 50' · M. Caballero 58' · Fonseca 69' | Árbitro(s): Juan José Corado              | Árbitro(s): Juan José Corado |

| 14 de abril de 1964 | Guatemala | 0:1 (0:1) | El Salvador | Estadio Mateo Flores, Ciudad de Guatemala |                           |
|                     |           |           | Ruiz 3'     | Árbitro(s): Felipe Buergo                 | Árbitro(s): Felipe Buergo |

| 16 de abril de 1964 | Guatemala | 0:1 (0:0) | Antillas Neerlandesas | Estadio Mateo Flores, Ciudad de Guatemala |  |
|                     |           |           | Elizabeth ?'          |                                           |  |

| 16 de abril de 1964 | El Salvador | 1:0 (1:0) | Honduras | Estadio Mateo Flores, Ciudad de Guatemala |  |
|                     | Ruiz 30'    |           |          |                                           |  |

|                                 |
| Bandera de El Salvador          |
| Campeón El Salvador 1.er título |